# A véletlen szavai
A véletlen szavai Cseh Tamás 2004-ben kiadott CD-je, az album szövegét ezúttal is állandó szerzőtársa, Bereményi Géza írta; az album az Intuison kiadó gondozásában jelent meg. A dalok bemutatója az év áprilisában volt a Bárka Színházban  – a műsor majdnem megegyezett a később megjelent lemez anyagával, bár eredetileg része volt az Élet-élet és az Álomtó című dal is, ezek azonban néhány hónap után kikerültek a programból és lemezfelvétel sem készült belőlük.

## Az album dalai
1. Váratlanok
2. Jelenidő tangó
3. Désiré mauzóleuma
4. Orgazmus
5. Mellettem Helga álmodik
6. Ágnesre várva
7. Dodó néni
8. Hajléktalan dal
9. A Nagy Etetőben
10. Zsebembe nyúltam
11. Ne állítsatok szobrokat
12. Ballada öcsémről
13. Egy szép test miatt
14. Bárány az üres lakásban
15. Koldusdal
16. Legénytánc
17. A véletlen muzsikája
18. Megyek az utcán

## Közreműködők
- Cseh Tamás – ének, gitár
- Másik János – bandoneon
- Kis Ferenc – doromb, ütőgardon, hegedű
- Péterdi Péter – billentyűs hangszerek
- Gayer Ferenc – nagybőgő
- Stein Ferenc – zongora
- Weszely János – dob
- Balogh Károly – gitár, szintetizátor
- Gémesi Katalin – gitár
- Novák János – cselló
- Borbély Mihály – szaxofon